# Liste marokkanischer Schriftsteller
Liste marokkanischer Schriftsteller

## Namensliste

### A
- Leila Abouzeid (1950–)
- Mohammed Achaari (1951–)
- Said Achtouk (–1989)
- Leo Africanus (1488–1554)
- Issa Aït Belize
- Lotfi Akalay (1944–2019)
- Mohammed Akensous (–1877)
- Mehdi Akhrif (1952–)
- Mohamed Akoujan
- Kebir Mustapha Ammi (1952–)
- Idriss al-Amraoui (–1879)
- Muhammad al-Arabi al-Darqawi (1760–1823)
- Ibn al-Banna al-Marrakushi (1256–1321)
- Mohammed al-Baydhaq (um 1150)
- Nur ad-Din al-Betrugi (–1204)
- Al-Yazid al-Buzidi Bujrafi (1925–)
- Abd al-Rahman al-Fasi (1631–1685)
- Isaac Alfasi (1013–1103)
- Allal al-Fassi (1910–1974)
- Malika al-Fassi (1920–2007)
- Abd al-Aziz al-Fishtali (1549–1621)
- Mohammad al-Khammar al-Gannouny (1938–1991)
- Abdullah al-Ghumari (1910–1993)
- Mohammed al-Harraq (1772–1845)
- Sulayman al-Hawwat (1747–1816)
- Mohammed al-Idrisi (1099–1165)
- Mohammed al-Ifrani (1670–1745)
- Mohammed Abed Al Jabri (1935–2010)
- Muhammad al-Jazuli (–1465)
- Muhammad ibn Jaafar al-Kittani (–1927)
- Tewfik Allal (1947–)
- Ahmed al-Madini (1949–)
- al-Zahra al-Mansouri
- Abdelwahid al-Marrakuschi (1185–)
- Al-Masfiwi
- Ahmed Mohammed al-Maqqari (vor 1591 – 1632)
- Ahmad ibn Khalid al-Nasiri (1835–1897)
- Ahmad Ibn al-Qadi (1553–1616)
- Muhammad al-Qadiri (1712–1773)
- Mohammed ibn Amr al-Ribati (–1827)
- Ibn Abbad al-Rundi (1333–1390)
- Salih ben Sharif al-Rundi (1204–1285)
- Al-Suhayli (1114–1185)
- Tuhami al-Wazzani (1903–1972)
- Abu Ali al-Hassan al-Yusi (1631–1691)
- Abu al-Qasim al-Zayyani (1734/35–1833)
- Abu-l-Hassan ash-Shadhili (1196–1258)
- Robert Assaraf (1936–)
- Mririda n’Aït Attik (um 1900 – um 1930)
- Muhammad Awzal (1670–1749)
- Nabil Ayouch (1969–)
- Ali Azaykou (1942–2004)
- Mimoun Azizi (1972–)

### B
- Souad Bahéchar (1953–)
- Latifa Baka (1964–)
- Ahmed Barakat (1960–1994)
- Hafsa Bekri-Lamrani
- Mohamed Ben Brahim (1897–1955)
- Abdeslam Benabdelali
- Siham Benchekroun
- Ahmed Benchemsi
- Rajae Benchemsi (1957–)
- Halima Ben Haddou (1954–)
- Abdelmajid Benjelloun (1944–)
- Abdeslam Ben Mchich (1140–1227)
- Ayyad ben Moussa (1083–1149)
- Abdelouahid Bennani (1958–)
- Mohammed Bennis (1948–)
- Khnata Bennouna (1940–)
- Mohammed Berrada (1938–)
- Mahi Binebine (1959–)
- Mohammed Ibrahim Bouallou (1934–)
- Ali Bourequat
- Hassan Bourkia (1956–)
- Ahmed Bouzafour

### C
- Mohamed Chafik (1926–)
- Nadia Chafik (1962–)
- Driss ben Hamed Charhadi (1937–)
- Mohamed Choukri (1935–2003)
- Driss Chraïbi (1926–2007)

### D
- Mohammed Daoud (1901–1984)
- Zakya Daoud
- Farida Diouri (1953–)

### E
- Youssouf Amine Elalamy (1961–)
- Najib El Aoufi (1948–)
- André Elbaz (1934–)
- Mohammed Aziz El-Hababi (1922–1993)
- Allal El Hajjam (1948–)
- Mohammed Abed El Jabri
- Rita el Khayat (1944–)
- Driss El Khouri
- Abderrahman El Majdoub (–1569)
- Edmond Amran El Maleh (1917–)

### F
- Halima Ferhat

### G
- Abdelkrim Ghallab (1919–2006)
- Soumya Naâmane Guessous

### H
- Mouna Hachim
- Ali Haddani (1936–2007)
- Badia Hadj Nasser (* 1938)
- Abdelilah Hamdouchi (* 1958)
- David Hassine (1722–1792)
- Ben Salem Himmich (1947–)
- Emmanuel Hocquard (1940–2019)
- Ahmed Belbachir Haskouri (1908–1962)

### I
- Ibn Abi Zar (– um 1315)
- Ahmad ibn 'Adschiba (1747–1809)
- Ismail ibn al-Ahmar (1387–1406)
- Muhammad Ibn al-Habib (1876–1972)
- Ahmad Ibn al-Qadi (1553–1616)
- Ibn al-Wannan (–1773)
- Ibn Baddscha (–1138)
- Ibn Battuta (1304–1377)
- Ibn Hirzihim (–1164)
- Ahmad Ibn Idris al-Fasi (1760–1837)
- Abdellatif Idrissi (1957–)
- Abū Abd Allah Muhammad ibn Idhari
- Ibn Juzayy (1321–1357)
- Mohammed ibn Tumart (um 1080 – 1130)
- Muhammed ibn Qasim Ibn Zakur
- Ibn Zaydan (1873–1946)

### J
- Salim Jay (1951–)
- Tahar Ben Jelloun (1944–)
- Abderrafi Jouahri (1943–)

### K
- Maati Kabbal
- Mohammed Khaïr-Eddine (1941–1995)
- Mohammed Kaghat (1942–2001)
- Abdelkebir Khatibi (1938–)
- Abdelfattah Kilito (1945–)
- Driss Ksikes

### L
- Abdellatif Laâbi (1942–)
- Mohammed Aziz Lahbabi (1922–1993)
- Leila Lahlou
- Laila Lalami (1968–)
- Thami Lamdaghri (–1856)
- Wafaa Lamrani (1960–)
- Reda Lamrini
- Fouad Laroui (1958–)
- Abdallah Laroui (1933–)
- Mohamed Leftah (1946–2008)
- Mohamed Lkhammar
- Ali Lmrabet (1959–)

### M
- Mouad Moutaoukil (1997—)
- Khadija Marouazi (1961–)
- Ahmed Mejjati (1936–1995)
- Saida Menebhi (1952–1977)
- Fatima Mernissi (1940–2015)
- Khireddine Mourad (1950–)
- Mohamed Mrabet (1936–)
- Muhammad al-Muqri (1851–1957)

### N
- Driss Nakouri
- Badia Hadj Nasser (1938–)
- Mohamed Nedali (1962–)
- Mostafa Nissaboury (1943–)

### O
- Rachid O (1970–)
- Malika Oufkir (1953–)
- Touria Oulehri
- Mohamed Ousfour

### Q
- Bachir Qamari (1951–)

### R
- Fouzia Rhissassi

### S
- Mohamed Sabila
- Abdelhadi Said (1974–)
- Abi Mohammed Salih (1153–1234)
- Amale Samie (1954–)
- Tayeb Seddiki (1938–)
- Ahmed Sefrioui (1915–2004)
- Mohamed Serghini (1930–)
- Abdelhak Serhane (1950–)
- Mohamed Sibari (1945–)
- Mohammed Allal Sinaceur
- Skirej
- Leïla Slimani (1981–)

### T
- Abdelkarim Tabbal (1931–)
- Abdellah Taïa (1973–)
- Hemmou Talb (18. Jh.)
- Boutaina Tawil
- Abdelhadi Tazi (1921–2015)
- Mohamed Azeddine Tazi (1948)
- Bahaa Trabelsi (1968)
- Ahmed Toufiq (1943–)

### Y
- Said Yaktine
- Nadia Yassine (1958–)
- Abdessalam Yassine (1928–2012)

### Z
- Mohamed Zafzaf (1942–2001)
- Ibn Abi Zar (– um 1315)
- Ahmad Zarruq (1442–1493)
- Abderrahmane Zenati (1943)
- Abdallah Zrika (1953)

## Liste von Schriftstellern ausal-Andalus
- Al-Tutili (–1126)
- Ibn Abd Rabbih (860–940)
- Abu Madyan (1126–1197)
- Muhammad Ibn Abbad Al Mutamid (1040–1095)
- Abu Abdullah al-Bakri (1014–1094)
- Ibn al-Kattani (951–1029)
- Ibn al-Chaṭīb (1313–1374)
- Abu al-Qasim (936–1013)
- Abu Ishaq al-Shatibi (–1388)
- Ibn al-Yayyab (1274–1349)
- Ibn Amira (1186–1251/59)
- Ibn Ammar (1031–1086)
- Ibn Arabi (1165–1240)
- Ibn Baddscha (Avempace) (um 1095 – 1138)
- Ibn Baqi (–1145/50)
- Moses ibn Esra (um 1058 – um 1138)
- Solomon ibn Gabirol (1021–1058)
- Ibn Hazm (994–1064)
- Ibn Dschubair (1145–1217)
- Ibn Juzayy (1321–1357)
- Ibn Khafajah (1058–1138/9)
- Al-Fath ibn Khaqan (–1134)
- Ibn Ruschd (Averroes) (1126–1198)
- Ibn Sahl of Sevilla (1212–1251)
- Ibn Said al-Maghribi (1213–1286)
- Ibn Tufail (1110–1185)
- Ibn Quzman (1078–1160)
- Ibn Zaydun (1003–1071)
- Ibn Zamrak (1333–1394)

## Sekundärliteratur
- Maghrib. In: Julie Scott Meisami, Paul Starkey: Encyclopedia of Arabic Literature. Routledge, London 1998, S. 484.
- Encyclopedia of African Literature. ed Simon Gikandi, Routledge, London 2003, ISBN 0-415-23019-5.
- The Cambridge History of African and Caribbean Literature. ed Abiola Irele und Simon Gikandi, 2 Bde. Cambridge University Press, Cambridge u. a. 2004. Table of contents
- P.J. Bearman, Th. Bianquis, C.E. Bosworth, E. van Donzel, W.P. Heinrichs: Encyclopaedia of Islam. Brill Publishers, 2003.
- Roger Allen, D.S. Richards: Arabic Literature in the Post-classical Period. Cambridge University Press, 2006, ISBN 0-521-77160-9. online
- Jacques Berque: La Littérature Marocaine Et L’Orient Au XVIIe Siècle. In: Arabica. Volume 2, Number 3, 1955, S. 295–312.
- Abd Allah Gannun: El genio marroquí en la literatura árabe / Abdal-lah Guennún al Hasani ; traducido directamente del árabe y anotado por Jerónimo Carrillo Ordóñez y Mohammad Tayeddin Buzid, Alta Comisaría de España en Marruecos, Delegación de Asuntos Indígenas, Centro de Estudios Marroquíes, Tetuán 1939 (Artes Gráficas Boscá)
- Mohammed Lakhdar: La vie littéraire au Maroc sous la dynastie 'Alawide. Rabat 1971.
- Najala al-Marini: Al-Sh'ar al-Maghribi fi 'asr al-Mansur al-Sa'di. Nashurat Kuliat al-Adab wa al-Alum al-Insania, Rabat 1999. (Analysis of the work of the main poets of the age of Ahmed al-Mansour)
- J. T. Monroe: Hispano-Arabic Poetry During the Almoravid Period: Theory and Practice. Viator 4, 1973, S. 65–98.
- Hasan al-Wazzani: Dalîl al-kuttâb al-magâriba. A' d:â´ Ittih:âd Kuttâb al-Magrib. Manshűrât Ittih:âd Kuttâb al-Magrib, Rabat 1993.
- Hasan al-Wazzani: Al-adab al-magribî al-h:adîth, 1929-1999. Dâr al-Thaqâfa, Casablanca 2002.
- Otto Zwartjes, Ed de Moor et al.: Poetry, Politics and Polemics: Cultural Transfer Between the Iberian Peninsula and North Africa. Rodopi, 1996, ISBN 90-420-0105-4.